# Verrucaria subdivisa
Verrucaria subdivisa är en lavart som beskrevs av Breuss. Verrucaria subdivisa ingår i släktet Verrucaria och familjen Verrucariaceae.   Inga underarter finns listade i Catalogue of Life.